# Pevensey Castle
Pevensey Castle är ett slott i Storbritannien.   Det ligger i grevskapet East Sussex och riksdelen England, i den södra delen av landet, 80 km söder om huvudstaden London. Pevensey Castle ligger 11 meter över havet.
Terrängen runt Pevensey Castle är huvudsakligen platt, men åt sydväst är den kuperad. Havet är nära Pevensey Castle åt sydost. Närmaste större samhälle är Eastbourne, 6,6 km sydväst om Pevensey Castle. 